# Anabaena

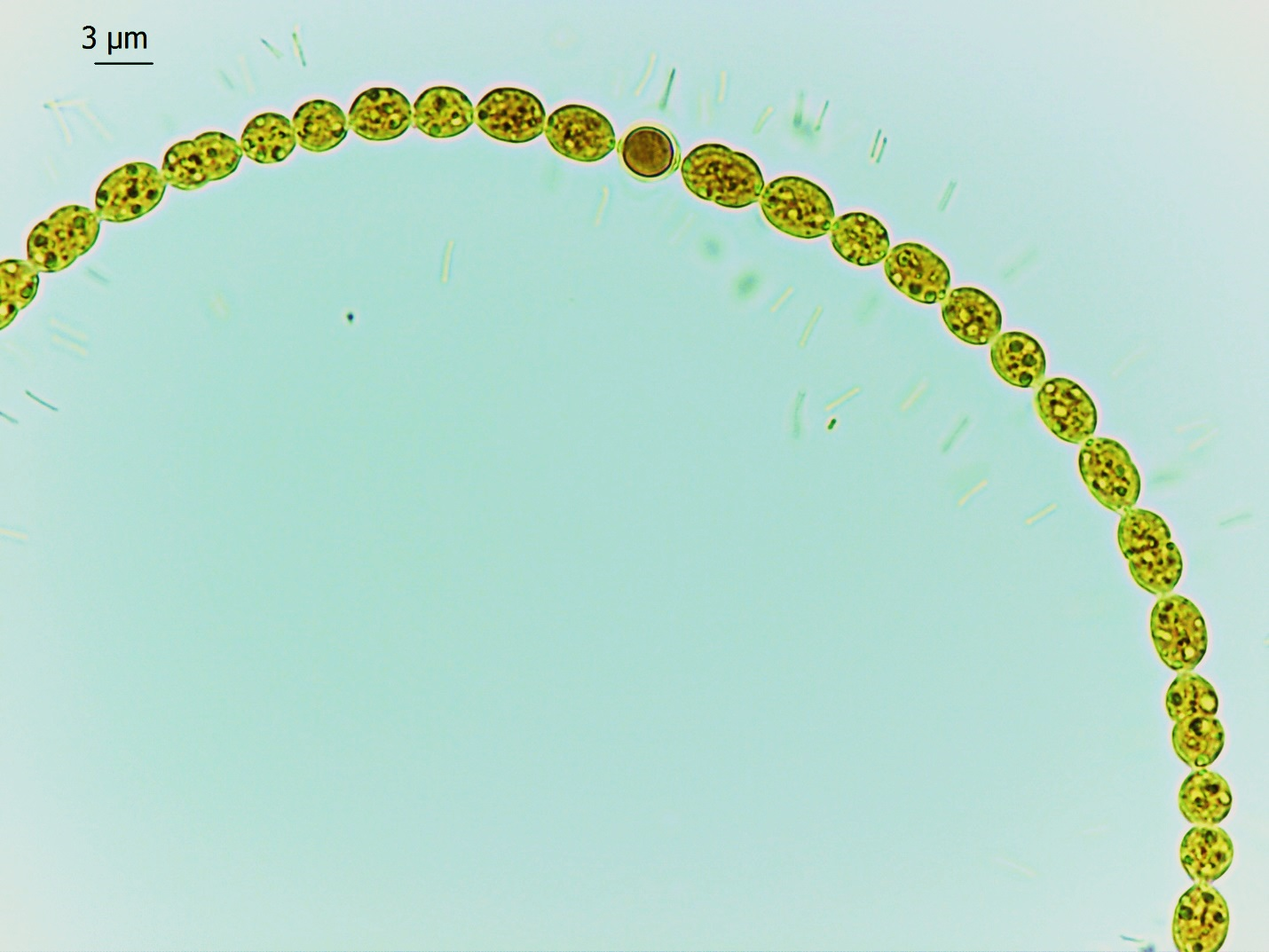
Anabaena sp.

Anabaena es un género de cianobacterias del orden Nostocales de reproducción asexual y que es autótrofa por tener una clorofila dispersa, común en agua dulce (también se encuentran en aguas saladas y en hábitats terrestres).

## Especies
- Anabaena aequalis
- Anabaena affinis
- Anabaena angstumalis
  - Anabaena angstumalis angstumalis
  - Anabaena angstumalis marchica
- Anabaena aphanizomendoides
- Anabaena azollae
- Anabaena bornetiana
- Anabaena catenula
- Anabaena circinalis
- Anabaena confervoides
- Anabaena constricta
- Anabaena cycadeae
- Anabaena cylindrica
- Anabaena echinispora
- Anabaena felisii
- Anabaena flosaquae
  - Anabaena flosaquae flosaquae
  - Anabaena flosaquae minor
  - Anabaena flosaquae treleasei
- Anabaena helicoidea
- Anabaena inaequalis
- Anabaena lapponica
- Anabaena laxa
- Anabaena lemmermannii
- Anabaena levanderi
- Anabaena limnetica
- Anabaena macrospora
  - Anabaena macrospora macrospora
  - Anabaena macrospora robusta
- Anabaena monticulosa
- Anabaena oscillarioides
- Anabaena planctonica
- Anabaena raciborskii
- Anabaena scheremetievi
- Anabaena sphaerica
- Anabaena spiroides
  - Anabaena spiroides crassa
  - Anabaena spiroides spiroides
- Anabaena subcylindrica
- Anabaena torulosa
- Anabaena unispora
- Anabaena variabilis
- Anabaena verrucosa
- Anabaena viguieri
- Anabaena wisconsinense
- Anabaena zierlingii